# میستا (بازیکن فوتبال)
میستا (انگلیسی: Mista؛ زادهٔ ۱۲ نوامبر ۱۹۷۸) بازیکن سابق و مربی فوتبال اهل اسپانیا است.
از باشگاه‌هایی که در آن بازی کرده‌است می‌توان به باشگاه فوتبال تورنتو، باشگاه فوتبال رئال مادرید کاستیا، باشگاه فوتبال اتلتیکو مادرید، باشگاه فوتبال والنسیا، باشگاه فوتبال رئال مادرید سی، باشگاه ورزشی تنریف، و باشگاه فوتبال دپورتیوو لا کرونیا اشاره کرد.
وی همچنین در تیم‌های ملی فوتبال زیر ۱۷ سال اسپانیا، زیر ۱۸ سال اسپانیا، زیر ۲۱ سال اسپانیا، و اسپانیا بازی کرده‌است.